# Bernards Township
Bernards Township ist ein Township im Somerset County, New Jersey, USA. Das U.S. Census Bureau ermittelte bei der Volkszählung 2020 eine Einwohnerzahl von 27.830.

## Geographie
Nach den Angaben des United States Census Bureaus hat die Stadt eine Gesamtfläche von 62,2 km2. Im Bernards Township liegen die Orte Basking Ridge und Bernardsville.

## Infrastruktur
Die Fernstraßen Interstate 78, Interstate 287 und U.S. Route 202 verlaufen auf dem Gebiet des Township.
Die Verkehrsgesellschaft NJTransit fährt mit ihren Züge über die Gladstone Brache der Morris & Essex Lines die Bahnhöfe in Basking Ridge und Lyons an. 

## Demographie
Nach der Volkszählung von 2000 gibt es 24.575 Menschen, 9.242 Haushalte und 6.487 Familien in der Stadt. Die Bevölkerungsdichte beträgt 395,4 Einwohner pro km2. 89,20 % der Bevölkerung sind Weiße, 1,44 % Afroamerikaner, 0,05 % amerikanische Ureinwohner, 7,85 % Asiaten, 0,01 % pazifische Insulaner, 0,40 % anderer Herkunft und 1,05 % Mischlinge. 2,63 % sind Latinos unterschiedlicher Abstammung.
Von den 9.242 Haushalten haben 37,6 % Kinder unter 18 Jahre. 63,0 % davon sind verheiratete, zusammenlebende Paare, 5,8 % sind alleinerziehende Mütter, 29,8 % sind keine Familien, 26,4 % bestehen aus Singlehaushalten und in 9,2 % Menschen sind älter als 65. Die Durchschnittshaushaltsgröße beträgt 2,58, die Durchschnittsfamiliengröße 3,17.
27,7 % der Bevölkerung sind unter 18 Jahre alt, 3,2 % zwischen 18 und 24, 31,2 % zwischen 25 und 44, 25,5 % zwischen 45 und 64, 12,5 % älter als 65. Das Durchschnittsalter beträgt 39 Jahre. Das Verhältnis Frauen zu Männer beträgt 100:94,6, für Menschen älter als 18 Jahre beträgt das Verhältnis 100:90,0.
Das jährliche Durchschnittseinkommen der Haushalte beträgt 107.204 USD, das Durchschnittseinkommen der Familien 135.806 USD. Männer haben ein Durchschnittseinkommen von 95.758 USD, Frauen 60.865 USD. Der Prokopfeinkommen der Stadt beträgt 56.521 USD. 1,3 % der Bevölkerung und 0,6 % der Familien leben unterhalb der Armutsgrenze, davon sind 1,2 % Kinder oder Jugendliche jünger als 18 Jahre und 2,9 % der Menschen sind älter als 65.